# Parque Safari de Knuthenborg
El Parque Safari Knuthenborg (en danés: Knuthenborg Safaripark) es un zoológico situado en la finca Knuthenborg, al sureste de Bandholm, en la costa norte de Lolland, Dinamarca. El parque zoológico tiene más de 1000 animales divididos en aproximadamente 70 especies. Viven libremente en el parque, que está dividido en áreas correspondientes a sus hábitats. Tiene hasta 255.000 visitantes al año, siendo una de las atracciones turísticas más visitadas de Dinamarca y es uno de los zoológicos más grandes del norte de Europa. El parque es propiedad de Christoffer Knuth, quien es el actual conde del condado de Knuthenborg.
En 2005, el parque recibió 4 de las 5 estrellas de calidad posibles de la organización turística Danish Tourist Attraction. 
En 2018 se realizó la mayor inversión jamás realizado en un zoológico, el Dinosaur Forest. El bosque de dinosaurios de unos 30.000 metros cuadrados cubre un área con excavaciones y exhibiciones de fósiles y esqueletos. Además, un gran bosque con naturaleza de la época de los dinosaurios, así como más de 20 dinosaurios animatrónicos.
Limpopoland es un área de juegos en Knuthenborg Safari Park con el parque acuático y natural más grande de Dinamarca. Aquí también se encuentra un tobogán familiar, Kampala Express y el tobogán acuático más empinado de Europa, Congo Splash. 

## Historia
El parque se estableció en 1860, donde solo había acceso para los huéspedes que pagaban. En la década de 1950, se estableció un zoológico alrededor del lago de los cisnes, con 70 ciervos sika. En 1969, Adam W. Knuth estableció el zoológico, cuando a través de un comerciante de mascotas (Gunnar Klausen) consiguió una pequeña manada de cebras, tres avestruces y antílopes Nilgai. Debido a su ascendencia exótica, se convirtió en una gran reclamo, y de la tienda de mascotas Franz van den Brink, llegaron cuatro elefantes africanos, en 1977 se mudaron al Longleat Safari Park en el Reino Unido.
En la década de 1980, surgió una polémica sobre una jirafa en el zoológico, que se atascó en el techo corredizo de un automóvil y le causó graves daños en un intento por liberarse. 
El parque recibió cuatro de cinco estrellas de la ahora desaparecida organización turística Danish Tourist Attraction en 2007, lo que corresponde a "Una atracción sólida de muy alto valor a nivel nacional". 
En 2010, el parque experimentó una disminución en el número de visitantes, pero a pesar de esto, obtuvo una ganancia de 1,2 millones de coronas danesas.  En 2017 experimentaron Safari Park su asistencia más alta desde la crisis financiera.

### Asistencia
| Año        | 2007    | 2008    | 2009    | 2010    | 2011    | 2012    | 2013    | 2014    | 2015    | 2016    | 2017    |
| Visitantes | 262,085 | 241,217 | 227,754 | 202.000 | 202.000 | 223.000 | 222.000 | 239.000 | 237.000 | 252.000 | 255.000 |

## Animales
Los animales se dividen en distintas zonas, según los lugares de donde proceden originalmente. Para algunos animales, se han creado recintos especiales con acceso limitado, mientras que otras áreas se pueden visitar a pie.

### Bosque de los monos
El bosque de monos contiene varias especies de monos y lémures diferentes. El área solo se puede visitar a través de un autobús especial que recorre el área, ya que los animales destruyen fácilmente las antenas de los automóviles, los espejos laterales y otras partes de los coches. La cerca contiene tamarino león dorado, babuinos, lémures de cola anillada, titíes cabeza blanca y diversos animales más. 

### Dyrehaven
El zoológico fue el área donde se expuso una manada de ciervos sika en la década de 1950. Hoy en día, el área se utiliza para especies de animales de América del Norte; bisontes y alces. Un área cerrada está separada, y da pie al Bosque de los Lobos.

### Skovridersletten
Skovridersletten es una gran área abierta donde se encuentran muchos búfalos de agua, muros de cebú, ciervos sika, ciervos hacha y gamos del parque. La zona también cuenta con tres árboles de la especie Abernes Fear. El área lleva el nombre de la casa de un forestal diseñada por el arquitecto Frederik Christian Sibbern en 1867.
- Datos: Q1777677
- Multimedia: Knuthenborg Safaripark / Q1777677